# Stéphan Geonget
Stéphan Geonget (né en 1973 à Bordeaux) est un universitaire français, ancien élève de l'ENS Fontenay / Saint-Cloud, professeur des universités (HDR, 2014) à l'université de Tours, qui enseigne notamment au Centre d'études supérieures de la Renaissance. Il est membre junior de l’Institut universitaire de France de 2009 à 2014.

## Recherches
Ses recherches portent sur la littérature de la Renaissance et prennent pour objet l’étude des questions éthiques et juridiques (La notion de perplexité à la Renaissance, Droz, 2006) telles que les œuvres littéraires les mettent en scène. Il travaille particulièrement sur Rabelais, Montaigne et Marguerite de Navarre et sur le corpus des « juristes lettrés » : Jean Papon, Jean de Coras, Claude Le Brun de la Rochette, Louis Le Caron dit Charondas (à l'œuvre duquel il a consacré son travail d'Habilitation), Guy Coquille, Jean Imbert, Étienne de La Boétie, Michel de Montaigne, Claude Expilly… Un autre de ses domaines de recherche est la littérature grotesque de la Renaissance.
Il collabore par ailleurs depuis 1998 au site Epistemon (université de Poitiers) devenu depuis, sous l’impulsion de Marie-Luce Demonet, les Bibliothèques virtuelles humanistes (université de Tours).
Il participe enfin depuis la création du Festival en 2015 à la programmation scientifique des Nourritures élémentaires, festival consacré à l'œuvre de François Rabelais et qui a lieu tous les ans à Chinon.

## Publications
Pour une présentation plus complète, voir la page HAL.
1. La notion de perplexité à la Renaissance, Genève, Droz, 2006, « Travaux d'Humanisme et Renaissance », no 412, 488 p.
2. Les grands jours de Rabelais en Poitou, actes du colloque, en collaboration avec M.-L. Demonet, Genève, Droz, 2006, « Travaux d’Humanisme et Renaissance », 448 p.
3. Littérature et Droit, du Moyen Âge à la période baroque : le procès exemplaire, en collaboration avec B. Méniel, Paris, Champion, 2008, 278 p.
4. Droit et justice à la Renaissance, en collaboration avec J.-P. Pittion, Paris, Champion, 2009, 376 p.
5. Rabelais et la question du sens, en collaboration avec J. Céard et M.-L. Demonet, Genève, Droz, 2011, 306 p.
6. Montaigne, Essais, Livre 1, actes du colloque (Tours, octobre 2011), en collaboration avec M.-L. Demonet, Bulletin de la Société Internationale des Amis de Montaigne, Paris, Champion, 2011, n° 53, 107 p.
7. Bourges à la Renaissance, hommes de lettres, hommes de lois, Paris, Klincksieck, 2011, « Jus&litterae », 528 p.
8. Amitié & compagnie, actes du colloque La Boétie (Sarlat, novembre 2010), en collaboration avec L. Gerbier, Paris, Garnier, « Perspectives humanistes », 2012, 214 p.
9. Un joyeux quart de sentences, actes du colloque Rabelais, Quart Livre, en collaboration avec M.-L. Demonet, Genève, Droz, 2012, « Travaux d’Humanisme et Renaissance », no 408, « Études rabelaisiennes », n° 52, 192 p.
10. Des "arrêts parlans". Les arrêts notables à la Renaissance, entre droit et littérature (actes du colloque Arrêts notables, arrêts mémorables à la Renaissance de Tours, juin 2011), en collaboration avec G. Cazals, Genève, Droz, 2014, 269 p.
11. Dissensus. Pratiques et représentations de la diversité des opinions (1500-1650), en collaboration avec F. Alazard, L. Gerbier et P.-A. Mellet, Paris, Honoré Champion, 2016, 256 p.
12. Montaigne, Essais, Livre III, actes du colloque (Tours, octobre 2016), Bulletin de la Société Internationale des Amis de Montaigne, Paris, Classiques Garnier, 2017, no  65[5].
13. Sébastien Castellion, Conseil à la France désolée, [Bâle, Oporin], 1562, édition critique en collaboration avec Florence Alazard, Laurent Gerbier, Paul-Alexis Mellet et Romain Menini, Genève, Droz, 2017.
14. Les recueils de "Plaidoyez" à la Renaissance, dir. G. Cazals et S. Geonget, Genève, Droz, 2018.
15. « Ces belles billevesées », études sur le Gargantua, actes du colloque (Tours, octobre 2017), Études rabelaisiennes, Genève, Droz, 2019, « Études rabelaisiennes », n° 58.
16. « Le mariage de l'Estude du Droict avec les Lettres humaines ». L'œuvre de Louis Le Caron Charondas, Genève, Droz, 2021, « Travaux d'Humanisme et Renaissance », 560 p.
17. Le réseau de Marguerite de Navarre, en collaboration avec Anne Boutet, Louise Daubigny et Marie-Bénédicte Le Hir, Genève, Droz, 2022, « Cahiers d’Humanisme et Renaissance », n° 182, 488 p.
18. Les juristes dans la République des lettres, Clio@Themis, en collaboration avec Géraldine Cazals, Violaine Giacomotto-Charra et Xavier Prévost, numéro en ligne accessible à l'adresse : https://journals.openedition.org/cliothemis/3109
19. Antiquités, Recherches et Bibliothèques : la naissance de l’histoire littéraire en France dans la seconde moitié du XVIe siècle, en collaboration avec Silvère Menegaldo et Toshinori Uetani, Paris, Champion, 2025.